# Облатки
Конгрегация на Сестрите Облатки-Успенки (на лат. Congrégation des Sœurs Oblates de l’Assomption) е католически религиозен институция, основана от Емануел Д'Алзон. Монахините са популярни в България под наименованието облатки. Орденът е създаден да подпомага мисията на успенците в България.

## История на Обществото
На 23 май 1865, отец Емануел Д'Алзон, основателят на обществото на отците-успенци, благославя нова мисия близо до Виган, Южна Франция. Тя е посветена на „Света Богородица на България“ и в нея се настаняват първите шест монахини. Въпреки семейните усложнения и след много колебания, майка Емануел-Мари Коренсон приема да бъде съоснователка.
На 25 април 1868 г. отец Емануил Д’Алзон и майка Емануел Мария придружават пет монахини-мисионерки до Марсилия, където те се качват на кораб и заминават за България.
Понастоящем орденът има над 500 монахини в 73 общности в 19 страни.

## Облатките в България
На 7 май 1868 г. сестрите-облaтки пристигат в Одрин. Няколко седмици след тяхното настаняване – на 24 май 1868 г. монахините отварят основно училища за девойки „Св. Елена“.
В Русе на 8 април 1891 г. също започва да работи тяхно училище, после те създават диспансер, който обслужва семейства от различни религии. Във Варна на 24 април 1897 г. облатките откриват девическо училище с пансион „Свети Андрей”. От 1919 г. до 1921 г. и от 1927 г. до 1948 г. сестрите отговарят за икономическите услуги във френския колежа „Свети Августин” в Пловдив. Облатките отварят и католическо училище в Ямбол.
След закриване на католическите училища в България през 1948 г., монахините се завръщат във Франция.
Днес монахините-облатки имат мисия в Пловдив.